# Ширлоу, Боб
Роберт «Боб» Алан Ширлоу (англ. Robert "Bob" Alan Shirlaw, род. 9 апреля 1943, Сидней, Новый Южный Уэльс) — австралийский гребец, серебряный призёр летних Олимпийских игр (1968).

## Биография
Ширлоу родился 9 апреля 1943 года в Сиднее.
В 1963 и 1964 годах он становился одним из гребцом из Нового Южного Уэльса, избранным для участия в розыгрыше Кубка президента — межгосударственном чемпионате по гребле в одиночном катании на Австралийской межгосударственной регате. На этих турнирах он занял третье место. В 1967 году он выиграл Кубок президента и чемпионат по гребле в одиночном катании.
В 1964 и 1966 годах Ширлоу выигрывал национальный титул в парном разряде на чемпионате Австралии по академической гребле в паре с Роджером Нинхэмом.
В 1964 году Ширлоу и Роджер Нинхэм, ставшие чемпионами Австралии, были выбраны для участия в Олимпийских играх 1964 года в Токио в паре без рулевого. В результате они заняли девятое место.
Четыре года спустя Ширлоу завоевал серебряную медаль, являясь членом австралийской восьмёрки на Олимпийских играх в Мексике. В финальном этапе немцы опередили австралийцев менее чем на секунду.
С 1979 года Ширлоу является тренером по академической гребле. В 2008 году он получил медаль ордена Австралии за «заслуги перед академической греблёй в качестве тренера, администратора и участника соревнований, а также за вклад в образование».